# Анна Амалия Баден-Дурлахская
Анна Амалия Баден-Дурлахская (нем. Anna Amalie von Baden-Durlach; 9 июля 1595, Дурлах — 18 ноября 1651, Саарбрюккен) — принцесса Баден-Дурлахская, в замужестве графиня Нассау-Саарбрюккенская, регент в 1640—1651 годах.
Анна Амалия — дочь маркграфа Георга Фридриха Баден-Дурлахского (1573—1638) и Юлианы Урсулы Сальмской (1572—1614), дочери графа Фридриха Сальмского.
25 ноября 1615 года в Саарбрюккене Анна Амалия вышла замуж за графа Вильгельм Людвига Нассау-Саарбрюккенского, сына графа Людвига II Нассау-Саарбрюккенского. В 1635 году под угрозой оккупации Саарбрюккена имперской армией графская семья бежала в Мец. Супруг Анны Амалии умер на чужбине. Анна Амалия с детьми вернулась в Саарбрюккен в 1643 году. Три сына разделили между собой нассауские владения 31 марта 1659 года.

## Потомки
В браке с графом Вильгельмом Людвигом родились:
- Мориц (1618)
- Анна Юлиана (1617—1667), замужем за герцогом Фридрихом Цвейбрюккенским
- Шарлотта (1619—1687), замужем за графом Людвигом Эберхардом Лейнинген-Вестербургским
- Крато (1621—1642), погиб в бою
- Анна Амалия (1623—1695), канонисса Херфордского монастыря
- Иоганн Людвиг (1625—1690), получил Отвейлер, женат на Доротее Екатерине Биркенфельд-Бишвейлерской
- Елизавета Сибилла (1626—1627)
- Мария Сибилла (1628—1699), замужем за герцогом Августом Филиппом Шлезвиг-Гольштейн-Зондербург-Бекским
- Георг Фридрих (1630)
- Густав Адольф (1632—1677), получил Саарбрюккен, женат на Элеоноре Кларе Гогенлоэ-Нейенштейнской
- Георг Фридрих (1633—1635)
- Вальрад (1635—1702), получил Узинген и основал ветвь Нассау-Узинген, женат на Екатерине Франциске де Круа, затем на Магдалене Елизавете Лёвенштейн-Вертгейм-Рошфорской.